# キラツァ・マリア
キラツァ・マリア（ブルガリア語：Кераца-Мария, 英語名：Keratsa of Bulgaria, 1348年 - 1390年）は、東ローマ帝国皇帝アンドロニコス4世パレオロゴスの皇后。

## 生涯
第二次ブルガリア帝国の皇帝イヴァン・アレクサンダルと、2人目の皇后テオドラ（ヴェネツィアの銀行家の娘。改宗ユダヤ人）の娘。
1355年にアンドロニコスと婚約する。この婚約は政略結婚としての側面もあり、婚姻証書には『東ローマ帝国とブルガリアのキリスト教徒にとって幸福なことであり、異教徒にとって災いとなるであろう』と記されている。しかし、夫であるアンドロニコスとその父、ヨハネス5世パレオロゴスは終始対立を続け、この対立はアンドロニコスが没するまで解消されなかった。実際に1376年8月12日にヨハネスを廃位、投獄したが、1379年7月1日に共同皇帝として復位を許した。
2人の間には1男2女が生まれた。一人息子はのちの皇帝ヨハネス7世パレオロゴスである。
1385年に夫が没すると、余生を尼僧マティッサとして修道院で過ごした。